# Trematodon decaryi
Trematodon decaryi là một loài rêu trong họ Bruchiaceae. Loài này được Thér. mô tả khoa học đầu tiên năm 1923.